# Jerzy z Mityleny
Święty Jerzy z Mityleny (ur. ok. 776, zm. 7 kwietnia 820 lub 821) – eremita, biskup Mityleny i święty Kościoła katolickiego.
Urodził się w Azji w zamożnej i religijnej rodzinie. W wieku siedemnastu lat rozdał swój majątek potrzebującym i wstąpił do klasztoru. Po upływie dwóch lat uciekł na wyspę Lesbos i wiódł tam pustelnicze życie. W 804 roku został wybrany biskupem Mityleny. W 813 roku przeniósł się do Konstantynopola. Występował w obronie kultu obrazów, co doprowadziło do jego zesłania. Poniósł karę chłosty, po czym powrócił do życia w odosobnieniu.
Jego wspomnienie liturgiczne obchodzone jest w dzienną pamiątkę śmierci.